# Conchocarpus ramiflorus
Conchocarpus ramiflorus är en vinruteväxtart som först beskrevs av Richard Spruce och Adolf Engler, och fick sitt nu gällande namn av J. A. Kallunki & J. R. Pirani. Conchocarpus ramiflorus ingår i släktet Conchocarpus och familjen vinruteväxter. Inga underarter finns listade i Catalogue of Life.